# Perlinkvallei
De Perlinkvallei of Vallei van de Perlinkbeek is een natuurreservaat in de Vlaamse Ardennen in Zuid-Oost-Vlaanderen, en wordt gevormd door het dal van de Perlinkbeek. Het natuurgebied bevindt zich op het grondgebied van de gemeente Zwalm (deelgemeente Sint-Blasius-Boekel). Het 4 ha grote reservaat wordt beheerd door Natuurpunt. De Perlinkvallei maakt deel uit van het Vlaams Ecologisch Netwerk

## Landschap
De Perlinkvallei ligt in een zeer glooiend landschap, typisch voor de Vlaamse Ardennen. Er zijn nogal wat steile hellingen met brongebieden. De hellingen op de linkeroever van de beek, op het grondgebied van Horebeke (deelgemeente Sint-Kornelis-Horebeke) zijn van oudsher overwegend in gebruik als intensief akkerland. De steilere rechteroever raakt met de jaren meer en meer bebost. De weilanden zijn nog ruim voorzien van kleine landschapselementen, zoals knotwilgen, hagen en hoogstamfruitbomen. Het natuurreservaat Perlinkvallei bestaat uit valleibosjes, kleine moerasjes, struweel, hooiland, graasweiden en enkele akkers.

## Fauna
In het natuurgebied komen heel wat zoogdieren, insecten en vogels voor.

## Flora
De kruidlaag van het reservaat omvat verschillende planten, zoals bosanemoon, boshyacint en eenbes, die verspreid voorkomen. Daslook is plaatselijk zelfs vlakbedekkend aanwezig. Andere lentebloeiers in het reservaat zijn slanke sleutelbloem, muskuskruid, gevlekte aronskelk, paarse schubwortel en gele dovenetel.

## Afbeeldingen

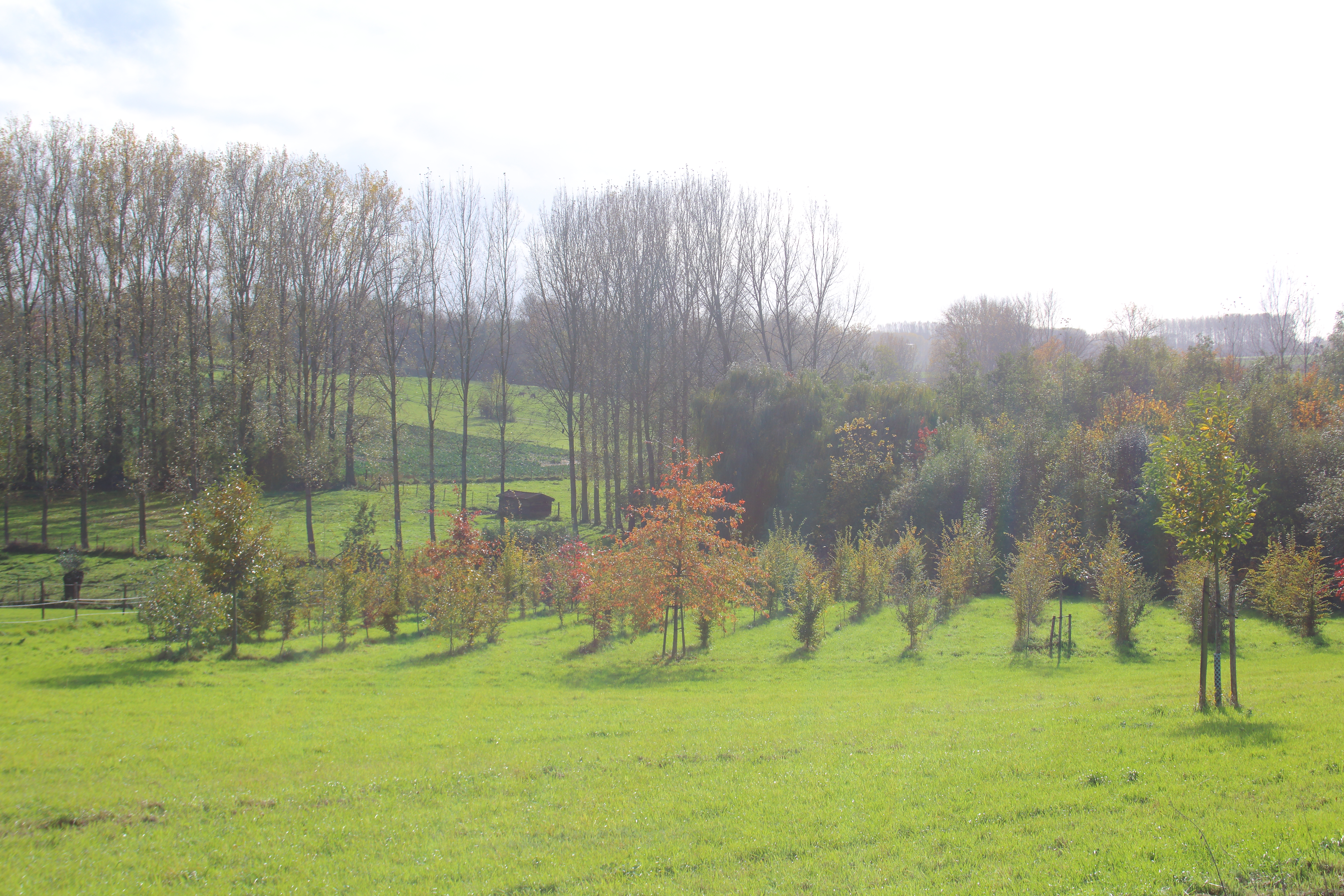
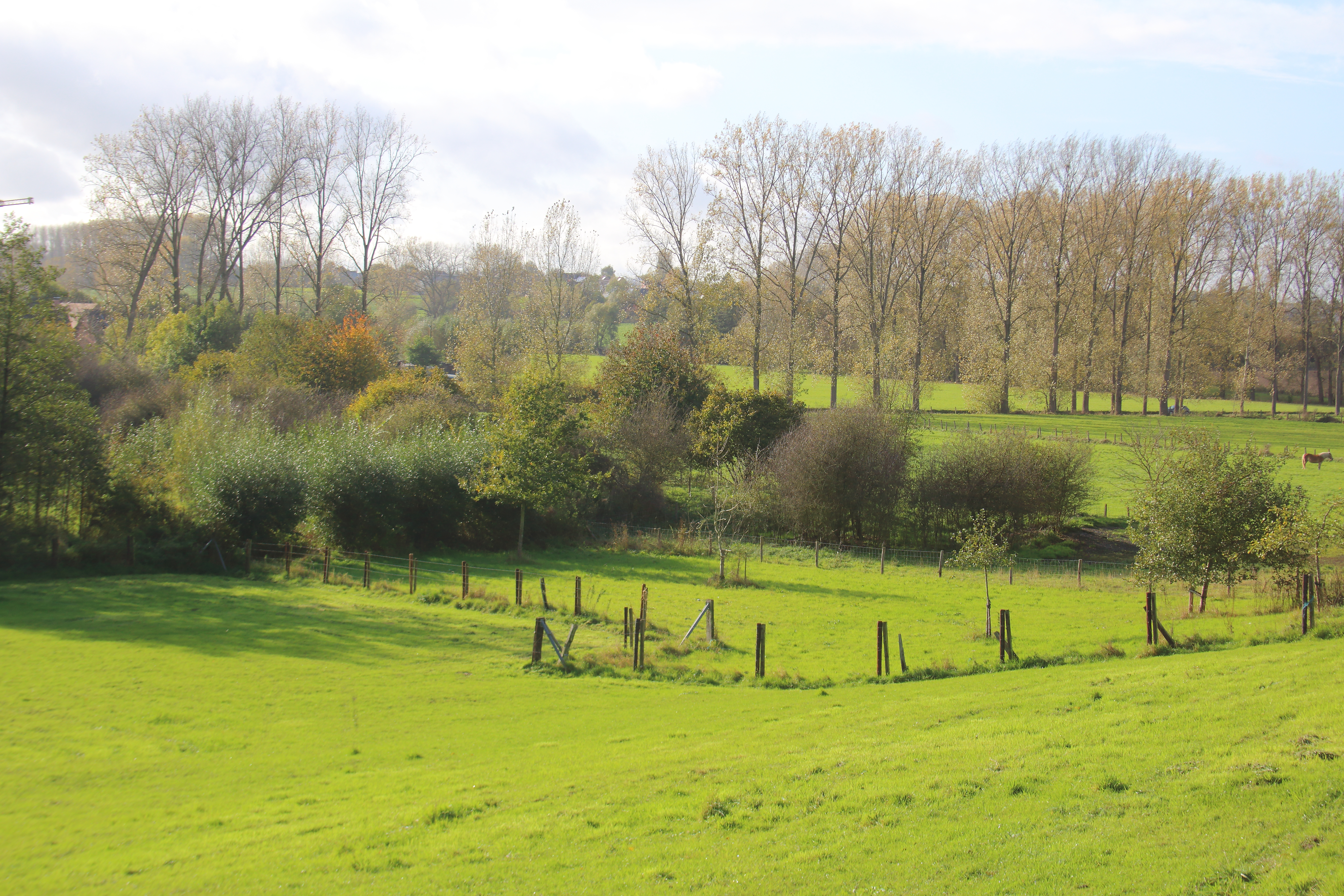